# Петровка (Аннинский район)
Петровка — посёлок в Аннинском районе Воронежской области России.
Входит в состав Новожизненского сельского поселения.

## География

### Улицы
- ул. Набережная.

## Население
| 2000 | 2005 | 2010 |
| ---- | ---- | ---- |
| 123  | ↗127 | ↘81  |

1. 1 2  Всероссийская перепись населения 2010 года. Численность населения городских округов, муниципальных районов, городских и сельских поселений
2. 1 2  Список сельских населённых пунктов и численности населения по данным статистического учёта Аннинского муниципального района